# 国花

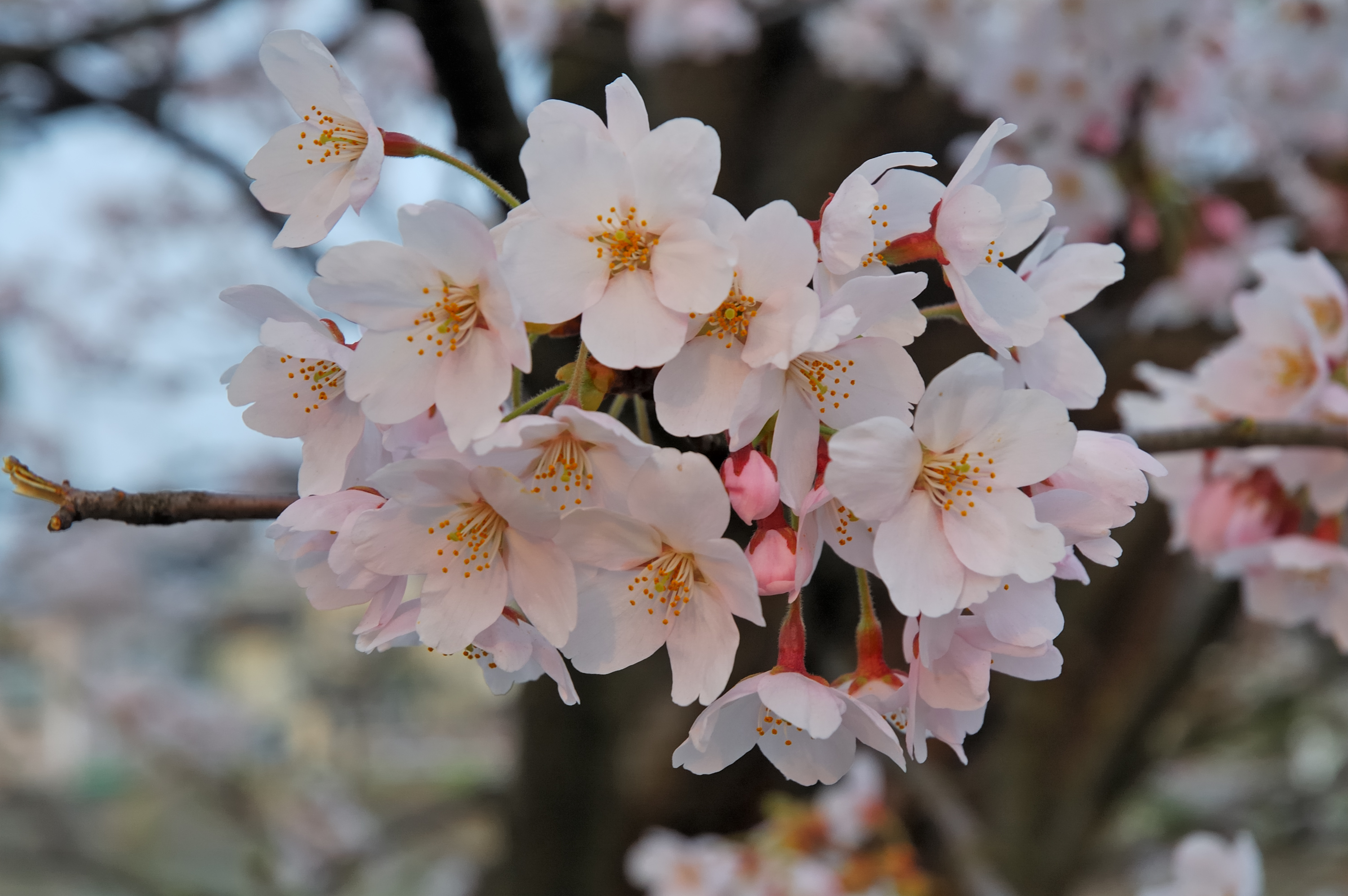
日本を代表する花のひとつ、桜

国花（こっか、英: Floral emblem）とは、その国民に最も愛好され、その国の象徴とされる花である。

## 各国の事例
国の象徴とされるFloral emblemは、必ずしも花とは限らず、農作物、樹木や草、隠花植物が指定されることもある。ただし国によっては国樹や国果としてそれらを制定し、国花はまた別、あるいは指定しないといった対処をしているところもある。一般にヨーロッパでは花卉が多いが、ヨーロッパ以外では花卉が指定されることは少ない。またその国の原産であったりその国に広く見られるものとも限らない(むしろ外来種が指定されることが多い)。指定範囲も単一種を指定する場合もあれば、複数種を指定することもある。園芸植物の場合は細かく花の色まで特定したり、それとは逆に大まかに属科レベルで指定する場合もある。中にはアイルランドのシャムロックのように、特定種ではなく表象的な外見の形状(三分岐の掌状複葉、いわゆる三つ葉のクローバー型の葉を有する)で指定する場合もある。
国花の選定方法は各国により異なり、法律や議会の議決、勅令や政令で定められたり国民投票で決定したもの、故事や伝説にちなんだもの、長年の慣習によるもの、王室の象徴として用いられていたものなどがある。最後のケースではイギリスのバラ(テューダー・ローズ)といった、王室がエンブレムとして選定していたものが有名である。現在ある国花の多くは公的な手続き、裏付けを欠く慣習上のものであり、成文法に基づき国花を指定制定する例は実際には少数派である。日本にも法定の国花はなく、国民に広く親しまれている桜や皇室の家紋のモチーフである菊が事実上の国花として扱われている。国花はコインや紙幣、旅券や切手などの意匠としてしばしば使用されるため、濫用を避ける意味で一部国の国花は世界知的所有権機関に届け出られ、管理下に置かれている。

## 各国の国花
表を見るにあたっての注記について記載する。
国樹 は、公式、慣習上を問わず国樹、国木としての意味が強いものを示す。
歴史 は、現在は当該国の官民ともに国花としての意識はないのだが、歴史的経緯から対外的に国花として扱われることが多いものを示す。

### アジア
| 国               | 国               | 国花                                                     | 画像 | 備考 |
| ---------------- | ---------------- | -------------------------------------------------------- | ---- | --- |
| アゼルバイジャン | アゼルバイジャン | なし                                                     | なし | ヒマワリ、またはブドウとする資料もある。 |
| アフガニスタン   | アフガニスタン   | 赤いチューリップ Red tulip                               |      | |
| アラブ首長国連邦 | アラブ首長国連邦 | なし                                                     | なし | マリーゴールド、ヒャクニチソウ、現在選考中とする資料などがある。 |
| アルメニア       | アルメニア       | なし                                                     | なし | コーヒー、アネモネとする資料もある。 |
| イエメン         | イエメン         | アラビカコーヒーノキ Coffea arabica                      |      | |
| イスラエル       | イスラエル       | 国樹 オリーブ Olea europaea                              |      | |
| イスラエル       | イスラエル       | シクラメン Cyclamen persicum                             |      | イスラエルは園芸種シクラメンの原産地。 |
| イラク           | イラク           | 赤いバラ Red rose                                        |      | |
| イラン           | イラン           | 黄色いつる性のバラ Yellow rose                           |      | 画像は原種バラの1種 Rosa persica。 |
| イラン           | イラン           | チューリップ Tulip                                       |      | 国章はこの花卉を外形を表している。Tulipa sylvestris に絞るとする資料もあるが、イランは多数の原種チューリップ自生地なので T. sylvestris のみが国花とは考え難い。                                                                              |
| インド           | インド           | 蓮 Nelumbo nucifera                                      |      | |
| インド           | インド           | 国樹 印度菩提樹 Ficus religiosa                          |      | |
| インドネシア     | インドネシア     | メラティ(マツリカ) Jasminum sambac                       |      | ジャスミンの1種。国民の花。1990-6-5に制定されたがそれ以前から慣習的に国花とされていた。1993年に大統領令にて追認。ケソケイ Jasminum multiflorum とする資料もあるが、大統領令には記載がなし                                                    |
| インドネシア     | インドネシア     | コチョウラン Phalaenopsis amabilis                       |      | 魅惑の花。1990-6-5に制定され1993年に追認。 |
| インドネシア     | インドネシア     | ラフレシア Rafflesia arnoldii                            |      | 珍奇の花。1990-6-5に制定され1993年に追認。 |
| インドネシア     | インドネシア     | スマトラオオコンニャク Amorphophallus titanum            |      | 上記3種の追認以降に珍奇の花に追加された。 |
| ウズベキスタン   | ウズベキスタン   | なし                                                     | なし | チューリップとする資料などがある |
| オマーン         | オマーン         | 赤いバラ Red rose                                        |      | |
| カザフスタン     | カザフスタン     | チューリップ Tulip                                       |      | |
| カタール         | カタール         | ナツメヤシ Phoenix dactylifera                           |      | |
| 韓国             | 韓国             | ムクゲ Hibiscus Syriacus                                 |      | 国章はこの花を基にデザインされている。国歌にもこの花の名が登場する。 |
| カンボジア       | カンボジア       | ルムドゥアルMitrella mesnyi                              |      | バンレイシ科の1種。勅令により制定。 |
| カンボジア       | カンボジア       | 稲 Oryza sativa                                          |      | |
| 北朝鮮           | 北朝鮮           | 李 Prunus salicina                                       |      | |
| 北朝鮮           | 北朝鮮           | 木蘭（オオヤマレンゲ） Magnolia sieboldii ssp. sieboldii |      | |
| キルギス         | キルギス         | ワタ Gossypium arboreum                                  |      | |
| キルギス         | キルギス         | バラ Rose                                                |      | |
| キルギス         | キルギス         | チューリップ Tulip                                       |      | 最近はヒヤシンスも国花とする資料がある |
| クウェート       | クウェート       | アル・アルファジ Rhanterium epapposum                    |      | キク科の1種。 |
| サウジアラビア   | サウジアラビア   | バラ Rose                                                |      | 画像の品種名はアラビア。 |
| ジョージア       | ジョージア       | ヨーロッパブドウ Vitis vinifera                          |      | ジョージアに限らず、中央アジア諸国は古くからのワインの銘醸地が多い。最近ではユリとする資料もある。 |
| シリア           | シリア           | ダマスクローズ Rosa damascena                            |      | 全く異なる名を挙げている資料もあるが、明白な理由付けがある(ダマスクはシリアの首都ダマスカスの意)のはこれだけ。 |
| シンガポール     | シンガポール     | バンダ・ミスジョアキム Vanda hookeriana × V. teres       |      | ラン科バンダ属の交配種。この花がシンガポール国内で初めて作出された蘭の園芸品種であることによる。 |
| スリランカ       | スリランカ       | ニル・マーネル Nympheae stelleta syn. N. nouchali        |      | 青いネッタイスイレン。 |
| タイ             | タイ             | ナンバンサイカチ Cassia fistula                          |      | |
| タイ             | タイ             | スイレン Nymphaea                                        |      | 画像はアカバナスイレン N. rubra。 |
| 台湾             | 台湾             | 梅 Prunus mume                                           |      | |
| タジキスタン     | タジキスタン     | なし                                                     | なし | あるとする資料はカルミア Kalmia latifolia、ヘリコニア、シクラメン、ワタなどを挙げているが、どれ1つとして植物名が一致していなし |
| 中国             | 中国大陸         | なし                                                     | なし | 現在国花選定中。候補は牡丹のほか梅も挙げられているが、過去に何度か国民投票を実施した際には牡丹と梅が常に1位、2位を占めていた。近年では、国旗の五つ星を象徴できるため、牡丹・梅・菊・蓮・蘭の五つの花を全て中国の国花にしようとの意見もある。 |
| 中国             | 香港             | バウヒニア Bauhinia blakeana                             |      | マメ科の1種。英名 Hong Kong orchid tree から誤ってランの1種などと記されることがある。 |
| 中国             | マカオ           | 蓮 Nelumbo nucifera                                      |      | アラゲノボタンとする資料がある |
| トルクメニスタン | トルクメニスタン | なし                                                     | なし | アスター（エゾギク）とする資料がある |
| トルコ           | トルコ           | チューリップ Tulipa gesneriana                           |      | 園芸種T. gesneriana でなく原種の1つ T. sylvestris だとする資料もある。なおトルコは園芸種チューリップ発祥の地である。 |
| 日本             | 日本             | 桜 Cerasus                                               |      | 一般に国を象徴する花として語られコインや切手の意匠として採用されてきたが法定のものではない。 |
| 日本             | 日本             | 菊 Chrysanthemum × morifolium                            |      | 菊は国より皇室の象徴としての意味が強い。 |
| ネパール         | ネパール         | ラリグラス Rhododendron arboreum                         |      | シャクナゲの1種 |
| パキスタン       | パキスタン       | ソケイ Jasminum officinale                               |      | ジャスミンの1種 |
| パレスチナ       | パレスチナ       | 国樹 オリーブ Olea europaea                              |      | |
| バーレーン       | バーレーン       | なし                                                     | なし | |
| バングラデシュ   | バングラデシュ   | シャープラ (ネッタイスイレン)Nymphaea pubescens          |      | 憲法条文中で宣言。 |
| 東ティモール     | 東ティモール     | なし                                                     | なし | |
| フィリピン       | フィリピン       | サンパギータ(マツリカ) Jasminum sambac                   |      | |
| ブータン         | ブータン         | メコノプシス・ホリデュラ Meconopsis horridula            |      | 青いケシの1種。 |
| ブルネイ         | ブルネイ         | カンボクビワモドキ Dillenia suffruticosa                 |      | マレー語ではシンポーアエル（simpoh ayer）と呼ぶ。また古い属名は Wormia であり、「ウオーミヤ」の名で言及した文献も存在する。 |
| ベトナム         | ベトナム         | 紅い蓮 Red lotus                                         |      | |
| ベトナム         | ベトナム         | 国樹竹 Bomboo                                            |      | |
| マレーシア       | マレーシア       | ブンガラヤ(ブッソウゲ) Hibiskus rosa-sinensis            |      | |
| ミャンマー       | ミャンマー       | サラノキ Shorea robusta                                  |      | |
| ミャンマー       | ミャンマー       | カリン (マメ科) Pterocarpus indicus                      |      | |
| ミャンマー       | ミャンマー       | アカバナサンタンカIxora coccinea                         |      | アカネ科の1種。 |
| モンゴル         | モンゴル         | セイヨウマツムシソウ Scabiosa atropurpurea               |      | |
| ヨルダン         | ヨルダン         | ブラックアイリス Iris nigricans                          |      | |
| ラオス           | ラオス           | インドソケイ Plumeria rubra                              |      | 単にプルメリアといった場合、通例はこの種を指す。 |
| レバノン         | レバノン         | 国樹レバノンスギ Cedrus libani                           |      | |

### アフリカ
| 国               | 国花                                                        | 画像       | 備考                                                                                                 |
| ---------------- | ----------------------------------------------------------- | ---------- | --- |
| アルジェリア     | バラ Rose                                                   |            | |
| エチオピア       | カラー(オランダカイウ) Zantedeschia aethiopica              |            | |
| エジプト         | ロータス(ヨザキスイレン) Nymphaea lotus                     |            | |
| ガーナ           | ナツメヤシ Phoenix dactylifera                              |            | |
| ガボン           | カエンボク Spathodea campanulata                            |            | |
| コートジボワール | ヤシ Palm                                                   |            | |
| コンゴ民主共和国 | ニオイマホガニー Khaya                                      |            | センダン科の1属。画像は7種あるうちの1種 Khaya senegalensis。                                         |
| シエラレオネ     | ギネアアブラヤシ Elaeis guineensis                          |            | |
| ジンバブエ       | グロリオサ・ロスチャイルディアナ Gloriosa rothschildiana    |            | |
| スーダン         | ブッソウゲ Hibiskus rosa-sinensis                           |            | |
| 赤道ギニア       | カポック(パンヤ) Ceiba pentandra                            |            | |
| セネガル         | 国樹 バオバブ Adansonia sp.                                 |            | |
| チュニジア       | ミモザ Mimosa                                               |            | 正式に制定された国花。種としてはフサアカシア Acacia dealbataギンヨウアカシア Acacia baileyana など。 |
| チュニジア       | オオバナソケイ Jasminum grandiflorum                        |            | ジャスミンの1種。公認の国花ではないが国民に人気があり、2010-11年の革命もこの花の名を冠して呼ばれる。 |
| ナイジェリア     | コスタス・スペクタビリス Costus spectabilis                 |            | ショウガ目オオホザキアヤメ科の1種。東南アジア原産の外来種。                                          |
| ナミビア         | ウェルウィッチア(奇想天外、砂漠万年青)Welwitschia mirabilis |            | |
| ボツワナ         | モロコシ Sorghum bicolor                                    |            | |
| マダガスカル     | ポインセチア Euphorbia pulcherrima                          |            | |
| マダガスカル     | 国樹タビビトノキ Ravenala madagascariensis                  |            | |
| 南アフリカ共和国 | キングプロテア Protea cynaroide                             |            | |
| モーリシャス     | トロチェティア Trochetia boutoniana                         | 画像募集中 | アオイ科の1種。マスカレン諸島固有種。                                                                |
| モロッコ         | バラ Rose                                                   |            | |
| リビア           | ザクロ Punica granatum                                      |            | |
| リベリア         | コショウ Piper nigrum                                       |            | |

### ヨーロッパ
| 国                       | 国                       | 国花                                            | 画像                                       | 備考 |
| ------------------------ | ------------------------ | ----------------------------------------------- | ------------------------------------------ | --- |
| アイスランド             | アイスランド             | チョウノスケソウ Dryas octopetala               |                                            | |
| アイルランド             | アイルランド             | シャムロック Shamrock                           |                                            | 形状からの指定で特に種を定めない。具体例はカタバミ(左)、シロツメクサ(右)等。 |
| アルバニア               | アルバニア               | 赤と黒のケシRed and black poppy                 |                                            | 赤と黒は国旗の配色に基づく。 |
| アルバニア               | アルバニア               | 国樹 ヨーロッパナラ Quercus robur               |                                            | |
| アンドラ                 | アンドラ                 | クチベニスイセン Narcissus poeticus             |                                            | 13世紀ごろから国を象徴する花として扱われており、切手や硬貨などによく描かれている。(日本ではアンドラの国花を「エーデルワイス」だと紹介しているサイトがあるが、アンドラ公国がエーデルワイスを国花として扱っている資料はないため、これは誤解である。) |
| イギリス                 | イングランド             | テューダー・ローズ Tudor rose                   |                                            | 元はテューダー朝の紋章で紅白のバラを統合した架空の花(現在は右画像のような品種もある)。赤は Rosa gallica(左)、白は Rosa×alba (右)で学者の意見は一致。 |
| イギリス                 | ウェールズ               | ラッパスイセン Narcissus pseudonarcissus        |                                            | |
| イギリス                 | ウェールズ               | リーキ Allium ampeloprasum var. porrum          |                                            | 国の象徴に扱われるのは茎と葉のみで、花は対象となっていない。 |
| イギリス                 | 北アイルランド           | シャムロック Shamrock                           | アイルランドに同じ。                       | アイルランドに同じ。 |
| イギリス                 | スコットランド           | アザミ Thistle                                  |                                            | どの種が紋章のモデルになったかは諸説あり定まっていない。画像は候補の一つ Cirsium vulgare。 |
| イギリス                 | 連合王国                 | バラ Rose                                       |                                            | 画像の品種はクィーン・エリザベスII。 |
| イタリア                 | イタリア                 | 歴史 デージー Bellis perennis                   |                                            | 政府が公式に認めた国花は存在していない。 イタリア王国国王ウンベルト1世の后の名マルゲリータにちなむ。王政終焉(1946)まで慣習上の国花に扱われた。 |
| ウクライナ               | ウクライナ               | セイヨウカンボク Viburnum opulus                |                                            | 最近ではヒマワリも国花とする資料がある |
| ウクライナ               | ウクライナ               | スミミザクラ Prunus cerasus                     |                                            | |
| エストニア               | エストニア               | ヤグルマギク Centaurea cyanus                   |                                            | |
| オーストリア             | オーストリア             | エーデルワイス Leontopodium alpinum             |                                            | |
| オランダ                 | オランダ                 | チューリップ Tulipa gesneriana                  |                                            | |
| キプロス                 | キプロス                 | キプロスシクラメン Cyclamen cyprium             |                                            | |
| キプロス                 | キプロス                 | 国樹 オリーブ Olea europaea                     |                                            | |
| ギリシャ                 | ギリシャ                 | アカンサス(葉アザミ) Acanthus mollis            |                                            | |
| ギリシャ                 | ギリシャ                 | ニオイスミレ Viola odorata                      |                                            | |
| ギリシャ                 | ギリシャ                 | 国樹 オリーブ Olea europaea                     |                                            | |
| クロアチア               | クロアチア               | ペルニカ Iris croatica                          |                                            | アイリスの1種。 |
| クロアチア               | クロアチア               | デゲニア・ヴェルビティカ Degenia velebitica     |                                            | アブラナ科の1種。 |
| サンマリノ               | サンマリノ               | アキザキシクラメン Cyclamen neapolylanum        |                                            | 学名は Cyclamen hederifolium のシノニム。 |
| スイス                   | スイス                   | エーデルワイス Leontopodium alpinum             |                                            | |
| スイス                   | スイス                   | アルペンローゼ Rhododendron ferrugineum         |                                            | |
| スイス                   | スイス                   | アルペンエンツィアン Gentiana alpina            |                                            | リンドウの1種。 |
| スウェーデン             | スウェーデン             | 国樹 セイヨウトネリコ Fraxinus excelsior        |                                            | |
| スウェーデン             | スウェーデン             | ドイツスズラン Convallaria majalis var. majalis |                                            | |
| スペイン                 | スペイン                 | カーネーション Dianthus caryophyllus            |                                            | |
| スペイン                 | スペイン                 | ザクロ Punica granatum                          |                                            | |
| スペイン                 | スペイン                 | オレンジ Citrus sinensis                        |                                            | |
| スロバキア               | スロバキア               | ジャガイモ Solanum tuberosum                    |                                            | |
| スロベニア               | スロベニア               | コムギ Triticum                                 |                                            | |
| セルビア                 | セルビア                 | セイヨウスモモ Prunus domestica                 |                                            | 旧ユーゴスラビアから引き継いでいる。 |
| チェコ                   | チェコ                   | 国樹 菩提樹 Tilia × europaea                    |                                            | |
| デンマーク               | デンマーク               | ムラサキツメクサ Trifolium pratense             |                                            | 1936年アルゼンチンからの問い合わせに対する当局の回答による。国内各所に自生し、農業上重要な牧草である点を考慮されたようだが、これ以外に公的裏付けはなく国民もほとんど知らない。 |
| デンマーク               | デンマーク               | マーガレットArgyranthemum frutescens            |                                            | 現女王マルグレーテ2世の名にちなむ。国民投票による国花選出で1位に輝いたが、カナリア諸島原産の外来種なので公式の制定は見送られた。 |
| ドイツ                   | ドイツ                   | 歴史 ヤグルマギク Centaurea cyanus              |                                            | ヴィルヘルム1世がドイツ皇帝に即位した際帝室の象徴に採用され、帝政終焉(1918)まで慣習上の国花に扱われた。 |
| ドイツ                   | ドイツ                   | 国樹 オウシュウナラ Quercus robur               |                                            | |
| ノルウェー               | ノルウェー               | ギョリュウモドキCalluna Vulgaris                |                                            | 1976年、ラジオ番組 Nitimen にてリスナーの投票により決定。英名 Purple heather の誤訳から、しばしばヒースと紹介される。 |
| ノルウェー               | ノルウェー               | サキフラガ・コティレドン Saxifraga cotyledon    |                                            | ユキノシタ属の1種。1935年、アムステルダムの植物学会において決定。 |
| バチカン                 | バチカン                 | マドンナリリー(ニワシロユリ)Lilium candidum     |                                            | |
| ハンガリー               | ハンガリー               | ゼラニウムPelargonium                           |                                            | |
| ハンガリー               | ハンガリー               | チューリップ Tulipa gesneriana                  |                                            | |
| フィンランド             | フィンランド             | スズランConvallaria majalis                     |                                            | |
| ブルガリア               | ブルガリア               | バラ Rose                                       |                                            | カザンラシュカという香料向けドッグローズの1品種が盛んに栽培されているが、それ以外のバラも含め国花として扱われている。 |
| フランス                 | フランス                 | アイリス                                        |                                            | 政府が公式に認めた国花は存在していない。 一般的にはフランス共和国の象徴であるトリコロール（フランス国旗）の青・白・赤を表すとされる、ヤグルマギク、マーガレット、ヒナゲシ(この三つの中でも特にヤグルマギクが親しまれている。)と、フルール・ド・リスが表しているアイリスが国花として扱われる事が多い。 なおフルール・ド・リスは王家の象徴であったため、現在共和国となったフランス政府が王国を連想するアイリスを公の場で掲げる事はない。 |
| フランス                 | フランス                 | ヤグルマギク Cyanus segetum                     |                                            | 政府が公式に認めた国花は存在していない。 一般的にはフランス共和国の象徴であるトリコロール（フランス国旗）の青・白・赤を表すとされる、ヤグルマギク、マーガレット、ヒナゲシ(この三つの中でも特にヤグルマギクが親しまれている。)と、フルール・ド・リスが表しているアイリスが国花として扱われる事が多い。 なおフルール・ド・リスは王家の象徴であったため、現在共和国となったフランス政府が王国を連想するアイリスを公の場で掲げる事はない。 |
| フランス                 | フランス                 | マーガレット Argyranthemum frutescens           |                                            | 政府が公式に認めた国花は存在していない。 一般的にはフランス共和国の象徴であるトリコロール（フランス国旗）の青・白・赤を表すとされる、ヤグルマギク、マーガレット、ヒナゲシ(この三つの中でも特にヤグルマギクが親しまれている。)と、フルール・ド・リスが表しているアイリスが国花として扱われる事が多い。 なおフルール・ド・リスは王家の象徴であったため、現在共和国となったフランス政府が王国を連想するアイリスを公の場で掲げる事はない。 |
| フランス                 | フランス                 | ヒナゲシ Papaver rhoeas                         |                                            | 政府が公式に認めた国花は存在していない。 一般的にはフランス共和国の象徴であるトリコロール（フランス国旗）の青・白・赤を表すとされる、ヤグルマギク、マーガレット、ヒナゲシ(この三つの中でも特にヤグルマギクが親しまれている。)と、フルール・ド・リスが表しているアイリスが国花として扱われる事が多い。 なおフルール・ド・リスは王家の象徴であったため、現在共和国となったフランス政府が王国を連想するアイリスを公の場で掲げる事はない。 |
| ベラルーシ               | ベラルーシ               | アマ Linum usitatissimum                        |                                            | セントポーリアも国花とする資料がある |
| ベルギー                 | ベルギー                 | チューリップ Tulipa gesneriana                  | いずれも外国人による誤解に基づくため画像略 | かつてオランダの1地方だったところから、国花もオランダと同じと誤解されている。 |
| ベルギー                 | ベルギー                 | 赤いヒナゲシ Papaver rohaes                     | いずれも外国人による誤解に基づくため画像略 | ベルギーは第一次大戦の西部戦線で、その戦死者を悼んだフランダースの野にという詩に頻出する赤いヒナゲシが英語圏でベルギー国花と勘違いされることがある。現実には同地のケシは現地の農民から嫌われ畑の雑草として駆除される。 |
| ボスニア・ヘルツェゴビナ | ボスニア・ヘルツェゴビナ | ボスニアゴールデンリリー Lilium bosniacum       |                                            | |
| ポーランド               | ポーランド               | パンジー Viola × wittrockiana                   |                                            | |
| ポーランド               | ポーランド               | 赤いヒナゲシ Papaver rohaes                     |                                            | |
| ポルトガル               | ポルトガル               | ラベンダー Lavandula                            |                                            | ただし政府が公式に認めているわけではない |
| ポルトガル               | ポルトガル               | カーネーション Dianthus caryophyllus            |                                            | 1974年4月25日の「カーネーション革命」にちなむ |
| ポルトガル               | ポルトガル               | 国樹 コルクガシQuercus suber                    |                                            | |
| 北マケドニア             | 北マケドニア             | ケシPapaver                                     |                                            | |
| マルタ                   | マルタ                   | マルタヤグルマギク Cheirolophus crassifolius    |                                            | |
| モナコ                   | モナコ                   | カーネーションDianthus caryophyllus             |                                            | |
| モルドバ                 | モルドバ                 | なし                                            | なし                                       | クロッカスとする資料がある |
| モンテネグロ             | モンテネグロ             | ミモザ Mimosa                                   |                                            | 種としてはフサアカシア Acacia dealbataギンヨウアカシア Acacia baileyana など |
| ラトビア                 | ラトビア                 | フランスギクLeucanthemum vulgare                |                                            | マーガレットとする資料もある |
| リトアニア               | リトアニア               | ヘンルーダRuta graveolens                       |                                            | ヤグルマギクとする資料もある |
| リヒテンシュタイン       | リヒテンシュタイン       | オレンジリリーLilium bulbiferum                 |                                            | |
| ルクセンブルク           | ルクセンブルク           | バラ Rose                                       |                                            | |
| ルーマニア               | ルーマニア               | ドッグローズRosa canina                         |                                            | ブルガリアに同じく香料向けドッグローズの栽培が盛んであるが、ブルガリアと異なりこちらはドッグローズを指定。 |
| ロシア                   | ロシア                   | ヒマワリHelianthus annuus                       |                                            | ロシア帝国、ソビエト連邦から引き継いでいる。 |
| ロシア                   | ロシア                   | カミツレMatricaria recutita                     |                                            | ロシア帝国、ソビエト連邦から引き継いでいる。 |

### 北アメリカ
| 国                               | 国花                                                                        | 画像       | 備考 |
| -------------------------------- | --------------------------------------------------------------------------- | ---------- | --- |
| アメリカ合衆国                   | バラ Rose                                                                   |            | 1985年、アメリカ合衆国上院は大統領に対しバラを国花とする決議を可決し1986年11月20日にロナルド・レーガン大統領がホワイトハウスのローズガーデンでその法律に署名し公布された。画像の品種はプレジデント・ハーバート・フーバー。 |
| アメリカ合衆国                   | セイヨウオダマキ Aquilegia vulgarii                                         |            | アメリカでは各州の州花が重視されるためほとんど知られていない。 |
| アメリカ領ヴァージン諸島         | キンレイジュ Tecoma stans                                                   |            | ノウゼンカズラ科の1種。 |
| アンティグア・バーブーダ         | アグレイヴ・カラット Agave karatto                                          |            | リュウゼツランの1種。 |
| エルサルバドル                   | メキシコチモラン Yucca gigantea                                             |            | ユッカの1種。 |
| エルサルバドル                   | アラビカコーヒーノキCoffea arabica                                          |            | |
| カナダ                           | サトウカエデ Acer saccharum                                                 |            | |
| キューバ                         | ホワイトジンジャーHedychium coronarium                                      |            | 新大陸諸国の国花は当該国の固有種から選ばれることが多いのだが、これはインド原産の外来種。標準和名はハナシュクシャ。 |
| グアテマラ                       | モンハ・ブランカ Lycaste skinneri var alba                                  |            | Monja Blancaスペイン語で白いシスターの意で、白変種のみそう呼ぶ。ランの1種で園芸名はシロバナミツビシラン。 |
| グリーンランド                   | ニヴィアルシアク Chamerion latifolium                                       |            | Niviarsiaq現地イヌイットの言葉で女児を意味する。 |
| グレナダ                         | ブーゲンビリア Bougainvillea                                                |            | |
| ケイマン諸島                     | ワイルドバナナオーキッド Myrmecophilia thomsoniana                          |            | Wild banana orchidカトレヤの近縁種の1つ。ケイマン諸島固有種。 |
| コスタリカ                       | グアリアンセ・スキネリ Guarianthe skinneri                                  |            | カトレヤの1種だが現在ではグアリアンセ属に分類される。 |
| セントクリストファー・ネイビス   | ホウオウボク Delonix regia                                                  |            | |
| セントクリストファー・ネイビス   | オオゴチョウCaesalpinia pulcherrima                                         |            | マメ科の1種。 |
| セントビンセント・グレナディーン | スーフリツリー Spachea perforatais                                          | 画像募集中 | Soufriere treeキンノトラノオ科の1種。学名はSpachea elegansのシノニム。 |
| セントルシア                     | バラ Rose                                                                   |            | |
| セントルシア                     | マルグリット Gomphrena globosa                                              |            | Marguerite園芸名はセンニチコウ。ヒユ科の春撒き一年草。 |
| ジャマイカ                       | 国樹 ユソウボクGuaiacum officinale                                          |            | ハマビシ科の1種。 |
| ドミニカ国                       | カリブウッドPoitea carinalis                                                | 画像募集中 | マメ科の1種。真っ赤な花を咲かす。 |
| ドミニカ共和国                   | 国樹 マホガニー Swietenia mahagoni                                          |            | |
| ドミニカ共和国                   | 国花 バヤイベ・ローズBayahibe Rose                                          |            | 東部バヤイベ地方原産の、ダーク・ピンクの花弁。 |
| トリニダード・トバゴ             | ヘリコニア(チャコニア)Warszewiczia coccinea                                 |            | アカネ科の1種。 |
| ニカラグア                       | サクアンホーチェPlumeria alba                                               |            | Sacuanjoche現地のナワトル語できれいなオレンジ色の花の意。プルメリアの1種。 |
| ニカラグア                       | 国樹 商業名: デガメ、レモンウッド、ランスウッド Calycophyllum candidissimum |            | アカネ科の木本。木材が得られる。ニカラグアのスペイン語ではマドロニョ（madroño）と呼ばれ、1971年8月23日に国樹として制定された。                                                                                             |
| ハイチ                           | 国樹 ダイオウヤシRoystonea regia                                            |            | カリブ海の島々と沿岸域に広く分布するヤシの1種。 |
| パナマ                           | ペリステリア・エラタ Peristeria elata                                       |            | ラン科セッコク亜科の1種。標準和名はハトラン。 |
| バハマ                           | キンレイジュ Tecoma stans                                                   |            | |
| バミューダ                       | シシリンチウム・バミューディアナ Sisyrinchium bermudiana                    |            | ニワゼキショウの1種。 |
| バルバドス                       | オオゴチョウ Caesalpinia pulcherrima                                        |            | |
| プエルトリコ                     | セスペシア・グランディフローラ Thespesia grandiflora                        | 画像募集中 | フヨウ科の1種。 |
| ベリーズ                         | プロステケア・コクレアタ Prosthechea cochleata                              |            | Encyclia cochleata, Anacheilium cochleatum, Epidendrum cochleatum はシノニム。中国名は章魚蘭(タコラン)。 |
| ホンジュラス                     | リンコレリア・ディグビアナ Rhyncholaelia digbyana                           |            | かつてブラッサボラ属に分類されていたので、現在もブラッサボラ・ディグビアナの方が通りが良い。1969年11月25日の政令第95号でそれまで国花だったバラに取って変わった。                                                           |
| メキシコ                         | ダリア Dahlia                                                               |            | |

### 南アメリカ
| 国               | 国花 | 画像       | 備考 |
| ---------------- | --- | ---------- | --- |
| アルゼンチン     | セイボErythrina crista-galli                                                                                     |            | ceibo標準和名はアメリカデイゴ。 |
| ウルグアイ       | セイボErythrina crista-galli                                                                                     |            | ceibo標準和名はアメリカデイゴ。 |
| エクアドル       | バラ Rose |            | |
| エクアドル       | チュキラグア Chuquiraga jussieui                                                                                 |            | キク科の1種。 |
| エクアドル       | リカステ・スキンネリ Lycaste skinneri                                                                            |            | |
| エクアドル       | 国樹 アカキナノキ Cinchona pubescens                                                                             |            | マラリヤの特効薬キニーネの原料。 |
| ガイアナ         | オオオニバス Victoria amazonica                                                                                  |            | |
| コロンビア       | カトレヤ・トリアナエ Cattleya trianae                                                                            |            | カトレヤの1種。 |
| コロンビア       | アラビカコーヒーノキCoffea arabica                                                                               |            | |
| スリナム         | ファヤロビIxora macrothyrsa                                                                                      | 画像募集中 | Faja lobi現地の言葉で激しい愛を意味する。アカネ科サンタンカ属の1種。 |
| チリ             | コピウエ(ラパゲリア) Lapageria rosea                                                                             |            | 標準和名ツバキカズラ。ユリ目ツバキカズラ科。 |
| チリ             | セイボ(アメリカデイゴ)Erythrina crista-galli                                                                     |            | |
| パラグアイ       | バンマツリBrunfelsia hopeana                                                                                     |            | ナス科の1種。 |
| パラグアイ       | タベブイア・アルゲンテアTabebuia aurea（シノニム: Tabebuia argentea; 和名: ギンヨウノウゼン）                    |            | |
| パラグアイ       | トケイソウ Passiflora                                                                                            |            | 果実はパッションフルーツの名で取引されている。 |
| ブラジル         | 国樹ブラジルボクCaesalpinia echinata                                                                             |            | ブラジルという国名の由来となった染料、蘇芳(ブラジリン)を産する木。1978年12月7日成立した第6607号法により国樹に制定された。 |
| ブラジル         | 歴史イペー・アマレーロ Yellow ipe                                                                                |            | Ipe-amarelo ポルトガル語で黄色いイペーの意。ノウゼンカズラ科タベブイア属中で黄色の花を咲かせる7種ほどを指す。これらを国花とする法案が1950年代に国会に提出されたが結局成立しなかった。画像はコガネノウゼン（Handroanthus chrysotrichus; シノニム: Tabebuia chrysotricha）。 |
| ブラジル         | イペー(Ipê) Handroanthus impetiginosus                                                                           |            | 桃色の花を咲かすことから、近縁種と区別してIpê-rozo、Ipê-rosa（モモイロイペー）とも。タヒボの名で薬用植物としても知られる。 |
| ブラジル         | カトレヤ Cattleya, Laelia purpurata など                                                                         |            | ブラジル産のカトレヤ属とその近縁種で、種小名まで定めない。画像は Laelia purpurata。 |
| フランス領ギアナ | セイヨウスイレン Nymphaea alba                                                                                   |            | 盾章の下部に3花が描かれている。 |
| ベネズエラ       | 国樹イエロー・トランペットツリー Handroanthus chrysanthus（シノニム: Tabebuia chrysantha; 和名: キバナノウゼン） |            | |
| ベネズエラ       | タベブイア・パリダ Tabebuia pallida                                                                              |            | |
| ベネズエラ       | フロール・デ・マヨCattleya mossiae                                                                               |            | Flor de Mayo スペイン語で5月の花(メイフラワー)の意。カトレヤの1種。 |
| ベネズエラ       | カタセツム・ピレアヌムCatasetum pileatum                                                                         |            | |
| ペルー           | ヒマワリHelianthus annuus                                                                                        |            | |
| ペルー           | カンツータCantua buxifolia                                                                                       |            | ハナシノブ科の1種。現地では「魔法の花」「インカの聖なる花」などと呼ばれる。 |
| ボリビア         | カンツータCantua buxifolia                                                                                       |            | |

### オセアニア
| 国                   | 国花                                      | 画像                   | 備考 |
| -------------------- | ----------------------------------------- | ---------------------- | --- |
| オーストラリア       | ゴールデン・ワトル Acacia pycnantha       |                        | アカシアの1種。 |
| キリバス             | なし                                      | なし                   | |
| クック諸島           | タヒチアン・ガーデニア Gardenia taitensis |                        | |
| サモア               | レッドジンジャー Alpinia purpurata        |                        | |
| ソロモン諸島         | なし                                      | なし                   | |
| ツバル               | なし                                      | なし                   | ただし国章はバナナの葉で囲われている。 |
| トンガ               | ヘイララ Garcinia sessilis                |                        | Heilala オトギリソウ科フクギ属の1種。マンゴスチンの仲間。トンガでは国王の誕生日にあわせヘイララ・フェスティバルが開催される。                                  |
| ナウル               | なし                                      | なし                   | インドソケイ Purumeria frangipani だとする資料もあるが根拠が示されていなし                                                                                     |
| ニュージーランド     | コーファイ Sophora microphylla            |                        | kowhaiマオリ語で黄色を意味する。マメ科の1種で標準和名はハナミエンジュ。                                                                                        |
| ニュージーランド     | 国樹 シルバー・ファーン Cyathea dealbata  |                        | 英名 Silver Fern Tree, マオリ語名 Ponga(ポンガ)。 |
| ニュージーランド     | レプトスペルマム                          |                        | 和名はギョリュウバイ(御柳梅/魚柳梅)。 |
| ニュージーランド     | コル koru                                 |                        | 未だ展開しきらない渦巻状のシダの新芽を指すマオリの言葉。種指定をしない、外見形状からの指定。                                                                   |
| バヌアツ             | なし                                      | なし                   | |
| パプアニューギニア   | ラン Orchidaceae                          |                        | ファレノプシス、デンドロビューム、バンダ、パフィオペディラム、など多くのランはパプアニューギニアが原産。画像はファノレプシスのタイプ種 Phalaenopsis amabilis。 |
| パプアニューギニア   | スイレン Nymphaea                         |                        | 画像はニューギニア原産の N. gigantea。 |
| パプアニューギニア   | ハイビスカスHibiskus rosa-sinensis        |                        | |
| パラオ               | ルー Bikkia palauensis                    | 画像募集中             | Rueアカネ科の1種。左は近縁の Bikkia philippinensis。 |
| フィジー             | タンギモウジア Medinilla waterhousei      | 画像募集中             | tahng-ee-mow-theea ノボタン科の1種。フィジー国内でもタベウニ島の山中標高800〜1,000m辺りにしか産しない稀少固有種。                                              |
| フィジー             | カトレア Cattleya                         |                        | 画像はカトレヤのタイプ種 Cattleya labiata。 |
| フランス領ポリネシア | ティアレ Gardenia Taitensis               |                        | Tiareクック諸島のそれと同じ。 |
| マーシャル諸島       | ハテルマギリ Guettarda speciosa           |                        | アカネ科の1種。日本でも八重山諸島に自生。 |
| ミクロネシア連邦     | 国花に関する定めはない                    | 国花に関する定めはない | |